# Möhällern
Möhällern är en bebyggelse sydväst om Tossene i Tossene socken i Sotenäs kommun. Vid avgränsningen 2023 avgränsades bebyggelsen av SCB till en småort.